# Ricky Powell

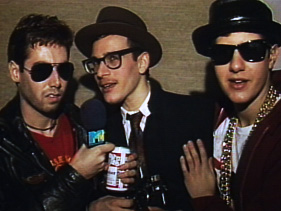
Powell (uprostřed) se dvěma ze tří Beastie Boys, MCA (vlevo) a Mike D (vpravo)

Ricky Powell (20. listopadu 1961 – 1. února 2021) byl americký fotograf. Autor čtyř knih se specializoval na environmentální portrét. Ačkoli si Powell původně získal slávu díky svému vztahu s Beastie Boys, více byl známější svými intimními fotografiemi, které byly uvedeny v The New York Times, New York Post, Daily News, The Village Voice, TIME, Newsweek, VIBE, The Source, Rolling Stone, a mnoho dalších publikací.

## Životopis
Powell se narodil a vyrůstal v Brooklynu v New Yorku. Vyrůstal v Greenwich Village a žil tam až do své smrti. Dva roky v letech 1973–1975 žil na Upper West Side. Powell se zúčastnil PS41 s Rachael Horovitzovou, sestrou Adama Horovitze, později známého jako Ad-Rock kapely Beastie Boys.
Powell absolvoval s prospěchem AA v oboru svobodných umění na LaGuardia Community College a B.S. v tělesné výchově na Hunter College.

## Kariéra
Powell původně viděl fotografii jako koníček; náhodné fotografování rodin a přátel. Od roku 1985 se fotografování začal věnovat systematicky.

### Beastie Boys
V roce 1986 se Powell vzdal své práce prodeje citronových zmrzlin z pouličního vozu a vydal se společně s Beastie Boys na turné Raising Hell Run-DMC. Některé z fotografií, které pořídil na turné, se staly významnými a Powell získal proslulost a stal se neoficiálním „čtvrtým chlapcem Beastie Boys“. Absolvoval i další turné, například se skupinou Def Jam Records na jejich turné Licensed to Ill v roce 1987 a na turné Together Forever: Greatest Hits 1983–1991 s Run DMC a poté znovu v roce 1992 na jejich Check Your Head turné a 1994 Lollapalooza. Powell je známý tím, že je uveden v písni „Car Thief“ na albu Paul's Boutique s textem: „Homeboy throw in the towel, Your girl got dicked by Ricky Powell.“
Powell udržoval pozitivní vztah s Beastie Boys, naposledy je fotografoval pro časopis Interview.

### Smrt
Powell zemřel 1. února 2021 na srdeční selhání.

## Rappin s Ricksterem
Původní Rappin 'With the Rickster se vysílal v letech 1990–1996, protože Powell v pořadu vyslýchal řadu hvězd, včetně takových jako: Russell Simmons, Doug E Fresh, Harold Hunter, Kool Keith, Rahzel, Laurence Fishburne a Cypress Hill.
Díky své veřejně přístupné televizní show se Powell stal tváří newyorské party v centru města, která je propojena s hudebními i vizuálními umělci, jako jsou Sonic Youth, Jean-Michel Basquiat, Russell Simmons, Harold Hunter, Dondi White a Sofia Coppola.
Rappin 'With the Rickster byl často nazýván světově nejpopulárnější televizní show s veřejným přístupem, protože Powell poskytl vhled do uměleckých fenoménů dneška, s nadbytkem upřímných záběrů, improvizovaných rozhovorů a vize Powellova New Yorku. Powell považoval show za „časovou kapsli někoho, kdo během té éry vyrostl na Manhattanu a byl na hudební scéně“.
DVD z Rappin' S Rickster, které vyšlo v roce 2010, bylo vyhlášeno v kategorii „to musíte mít“ od Juxtapoz.

## Knihy
V roce 1998 vyšla knížka Oh Snap!: The Rap Photography of Ricky Powell (Oh Snap!: Rapová fotografie Rickyho Powella), která obsahovala 88 fotografií, z nichž 53 bylo barevných. Powellova první kniha, Oh Snap! byla desetiletá retrospektiva některých z nejznámějších rapových a hip hopových umělců všech dob, včetně rapperů ze staré školy Public Enemy, Run DMC a LL Cool J pro některé z největších hvězd dneška.
Rickford Files: Classic New York Photographs byla druhou Powellovou prací, představující to, co považoval za „skutečný New York“, mimo turistickou glazuru Times Square a zhoršující se Greenwich Village.
Frozade Moments: Classic Street Photography of Ricky Powell je kniha pohlednic, která se skládá z upřímných momentek celebrit, místních osobností a lowlifů, které nabízejí pohled na New York City. Mezi celebrity patří Madonna, Jam Master Jay, KRS-One, Frankie Crocker, Andy Warhol nebo Flavour Flav.
S Public Access: Ricky Powell Photographs 1985–2005, Powell oslavil dvě desetiletí zachytáváním okamžiků ve svém osobitém stylu, dokumentujícím většinu rané éry hip-hopu a představením herců, hudebníků, umělců a umělců, kteří ho inspirovali, včetně Metodh Man, Doze Green, Bill Adler, Slick Rick, Run DMC, Eric B & Rakim, Keith Haring, Steven Tyler, Barbara Walters, Cindy Crawford, Eazy-E a Fab Five Freddy. Tyto fotografie jsou distribuovány mezi graffiti, které kreslili Lee Quiñones, Ron Galella, Ron English a další. Powell líčí nostalgii po newyorském back-in-the-day s univerzálním centrem v pohodě s sentimenty od Zephyra, Charlie Ahearna, Glenna O'Briena a Zoe Cassavetes.
The Individualist, autor: Thomas Radvany, text: Bill Adler, Nemo Librizzi (2018): Zachycení křižovatky zrodu hip-hopu, punk rocku, graffiti, pop-artu, módy a undergroundové kultury, The Individualist ukazuje svět optikou jednoho z nejplodnějších pouličních fotografů v New Yorku Rickyho Powella. Obsahuje desítky dosud neviděných fotografií a zahrnuje portréty Beastie Boys, RUN DMC, LL Cool J, Andy Warhol, Basquiat, Keith Haring a stovky dalších, a to vše po boku obyčejných lidí. Podle slov Powellova kolegy Billa Adlera obsahuje záhadný rozsah a směsici lidí, které Ricky zobrazil: hudebníci, herci, umělci, komici, sportovci a lidé bez domova. Odvážná jména a světští lidé... A nezřídka i sám Ricky Powell, dlouho před věkem selfie. Jeho portfolio zahrnuje lidi každé rasy, pohlaví a věku, všechny přitahované do New Yorku, protože vždy bylo a zůstává světovým hlavním městem individualismu; město maximální svobody a příležitostí, stejného půvabu a štěrku.

### Dokument
Ricky Powell: Individualista (2020): „Ricky Powell se může pochlubit typickým newyorským příběhem, ve kterém se v 80. a 90. letech proslavil jako pouliční fotograf a cestoval s Beastie Boys a zachytil některé z nejdivočejších okamžiků populární kultury.“ Režie: Josh Swade, scénář: Christopher McGlynn a Josh Swade.

## Výstavy
Powellova „Frozade Moments, 1985–2003“ probíhala od července do září 2003 v Galerii výtvarných umění Eyejammie Billa Adlera v New Yorku.
Powellova výstava „Public Access: Ricky Powell Photographs 1985–2005“ byla představena na colette v Paříži, galerii powerHouse v New Yorku, Milk Bar v San Francisku a Lab 101 Gallery v Los Angeles.
Powell vystavoval v roce 2006 své fotografie a svůj typický pouliční styl na výstavě BRAVE Art ve Whistleru.
The Ricky Powell Art Funk Explosion! představil Frank151 v galerii Sacred Gallery NYC od 9. do 28. prosince 2010, kurátor Frank Chapter 43: Bug Out!, který zdůrazňoval jeho fotografie a rozhovory s renomovanými pouličními umělci.
Billboard vyzdvihl Powellovu světově proslulou prezentaci na All Tomorrow's Parties.

## Filozofie
Powellovy fotografie se zaměřovaly na Newyorčany. Powell považoval vztah mezi fotografem a fotografií za „nějaké chemické spojení“. Jak se vnitřní kvality fotografie změnily poté, co Powell začal zachycovat okamžiky, změnily se i subjekty; později v jeho životě bylo pravděpodobnější, že „fotografoval cizince v sousedství Greenwich Village, než multi platinové hip-hopové události a umělecké hvězdy Downtownu“.